# Condado de Lake (Minnesota)
O Condado de Lake é um dos 87 condados do estado americano do Minnesota. A sua maior cidade e sede do condado é Two Harbors.
O condado possui uma área de 7 746 km² (dos quais 2 309 km² estão cobertos por água) e uma população de 10 905 habitantes (segundo o censo nacional de 2020). O condado foi fundado em 1855.